# Reign in Blood
A Reign in Blood a Slayer nevű thrash metal zenekar harmadik albuma. Mind a kritikusok, mind a rajongók a thrash metal egyik mérföldkövének tartják, hatalmas hatást gyakorolt a kemény zenére. A Kerrang! magazin minden idők legkeményebb albumának nevezte a Reign In Blood-ot. A Metallica Master of Puppets-e mellett a legnagyobb hatású thrash metal album. A Hell Awaits-re jellemző 5–6 perces, progresszív hatású számok helyét rövidebb, lényegre törőbb dalok vették át, a tíz szám hossza együttesen nem éri el a fél órát.
A 90-es években Kerry King nyilatkozata szerint a Slayer szerzemények úgy születtek, hogy a riffeket lassabb tempóban játszották el, majd amikor kész volt egy komplett dal, akkor "gyorsították fel" megadva a dal végső tempóját.[forrás?] A lemez így lett végül egy szűk félórás alkotás a maga átütő gyorsaságával és lendületével.
A lemezt 2017-ben a Rolling Stone magazin a Minden idők 100 legjobb metalalbuma listáján a 6. helyre rangsorolta. Az album szerepel az 1001 lemez, amit hallanod kell, mielőtt meghalsz című könyvben.

## Az album dalai
|     | Cím                | Szerző(k)      | Hossz |
| --- | ------------------ | -------------- | ----- |
| 1.  | Angel of Death     | Jeff Hanneman  | 4:50  |
| 2.  | Piece by Piece     | Kerry King     | 2:02  |
| 3.  | Necrophobic        | Hanneman, King | 1:38  |
| 4.  | Altar of Sacrifice | Hanneman, King | 2:49  |
| 5.  | Jesus Saves        | Hanneman, King | 2:49  |
| 6.  | Criminally Insane  | Hanneman, King | 2:13  |
| 7.  | Reborn             | Hanneman, King | 2:20  |
| 8.  | Epidemic           | Hanneman, King | 2:12  |
| 9.  | Postmortem         | Hanneman       | 2:44  |
| 10. | Raining Blood      | Hanneman, King | 4:57  |

## Közreműködők
| - Tom Araya – basszusgitár, ének - Jeff Hanneman – gitár - Kerry King – gitár - Dave Lombardo – dob | - Rick Rubin – producer - Andy Wallace – hangmérnök - Howie Weinberg – maszterelés - Steve Byram – borítóterv |

## Listás helyezés
| Ország            | Legjobb helyezés |
| ----------------- | ---------------- |
| USA Billboard 200 | 94               |